# 權變理論
權變理論是一種組織理論，它聲稱沒有最好的方法來組織公司、領導公司或做出決策。相反，最佳行動方案取決於（取決於）內部和外部情況。權變領導者可以靈活地選擇和簡潔的策略，以適應組織運行中特定時期的情況變化。

## 歷史
領導力的權變方法受到早期兩個旨在確定有效領導行為的研究項目的影響。在 1950 年代，俄亥俄州立大學的研究人員進行了廣泛的問卷調查，以衡量各種組織環境中可能的領導行為。儘管最初根據這些問卷確定了多組領導行為，但有兩種行為被證明是有效領導者特別典型的行為：體貼的領導行為，包括建立良好的融洽關係和人際關係，以及對下屬表示支持和關心，以及引發結構並提供結構（例如，角色分配、計劃、日程安排）以確保任務完成和目標實現的領導者行為。
密歇根大學調查研究中心的調查人員在組織中進行了訪談和問卷調查，並收集了團隊生產力的衡量標準，以評估有效的領導行為。芝加哥大學出現的領導行為類別與俄亥俄州立大學研究確定的考慮和發起結構行為相似。然而，密歇根大學的研究人員將這些領導行為稱為「關係導向行為」和「任務導向行為」。1964 年，羅伯特·羅傑斯·布萊克和簡·斯里格利·莫頓進一步擴展了這一研究方向，表明有效的領導者在這兩種行為上得分都很高（參看管理方格理論）。他們認為，馬克斯·韋伯的官僚理論和泰勒的科學管理等理論之所以失敗，是因為忽視了管理風格和組織結構受到環境各方面的影響，即權變因素。對於領導或組織而言，不可能有“一種最佳方式”。
從歷史上看，權變理論一直試圖對通常與不同技術相關或最適合使用不同技術的形式結構進行廣泛概括。該觀點起源於 Joan Woodward 的著作，他認為技術直接決定了組織屬性的差異，例如控制幅度、權力集中以及規則和程序的形式化。

## 權變方法
弗雷德·愛德華·菲德勒描述了兩個主要因素如何促成有效或成功的領導，並指出它們是“領導者的個性和情況賦予領導者權力、控制和影響的程度”。 領導人格可以分為領導者的兩個主要動機學派。 領導者可以是任務驅動型的，也可以是關係驅動型的。菲德勒建議個人確定他們的動機偏好的方式是通過「最不喜歡的同事」分數評比。 菲德勒所說的決定成功的第二個方面是具體情況以及領導者對他們行動結果的控制程度。
Gareth Morgan 總結了相關概念的主要思想：
- 組織是開放系統，需要精心管理以滿足和平衡內部需求並適應環境
- 沒有一種最好的組織方式。適當的形式取決於一個人正在處理的任務或環境的種類
- 管理必須首先關注實現一致性和良好匹配
- 不同類型的環境需要不同類型或特性的組織

菲德勒的權變模型側重於組織領導權的權變模型。該模型包含領導風格與形勢有利程度之間的關係。Fiedler 開發了一種衡量領導者風格的指標，稱為最不喜歡的同事（英語：Least Preferred Co-worker）。 該測試包括16至22個項目，他們將按照1到8的等級評分，因為他們認為與他們一起工作最困難的同事。高分表示應試者在風格上是相關的，低分表示應試者在風格上更注重任務。菲德勒根據經驗得出的三個維度描述了情境有利度：
1. 領導—成員關係：如果領導被下屬普遍接受和尊重，則領導關係高
2. 任務結構的程度：如果任務非常結構化則高
3. 領導者的職位權力：如果大量的權威和權力被正式授予領導者的職位，則該權力很高

如果所有這三個維度都很高，情況對領導者有利。
如何應用菲德勒的權變模型：
1. 分析領導風格—此信息可以通過完成最不喜歡的同事量表獲得。低分表示任務導向的領導者，高分表示關係導向的領導者
2. 使用經驗推導的維度來描述情況
3. 決定哪種領導風格最好—這主要取決於特定情況下的哪些特徵低下、無組織或差，因此最合適的領導者可以進來並在這種情況下使該特徵更好

William Richard Scott 表示“最佳的組織方式取決於組織必須與之相關的環境的性質”。 Paul R. Lawrence、Jay Lorsch 和 James D. Thompson 等研究人員的成果補充了這一說法。他們更感興趣的是權變因素對組織結構的影響。他們的結構權變理論是 1970 年代大部分時間裡組織結構理論的主導範式。Johannes Pennings 提供了一項主要的實證檢驗，他檢驗了環境不確定性、組織結構和績效各個方面之間的相互作用。Pennings 對零售經紀辦公室樣本進行了一項實證研究，將其市場環境的各個方面（例如競爭力、變化和慷慨）與組織安排（例如決策模板、權力分配）並列分析可能對績效產生的影響。雖然辦公室的結構屬性對績效有很大影響，但“權變”的證據並不那麼明顯。
可以得出結論，在管理或做事上沒有“最好的方法”或方法，不同的情況需要不同的方法來處理、管理和解決相關問題。 管理和組織是一個“開放的系統”，它時不時地包含異常或挑戰，這需要“適應性”和“情境”的解決方案，以克服或解決有關的問題或問題。 其他情況或偶然因素是“客戶對商品和服務需求的變化、政府政策或法律的變化、環境變化或氣候變化等”。

## 權變理論的優勢
權變理論的第一個主要優勢是它得到了大量實證研究的支持。 這是至關重要的，因為它證明了基於各種試驗和研究的理論是可靠的。權變理論也很有益，因為它通過說服個人考慮情境對領導者的各種影響，拓寬了對領導力的理解。權變理論的另一個優勢是它的預測性，它提供了對在特定情況下最有效的領導者類型的理解。它表明領導者不必在所有情況下都有效，並且在特定情況下領導者可能不是最合適的人選。

## 相關論述
在信息技术的投資策略方面，有關論點被稱為校準策略（英語：Alignment approach），指的是資訊科技的投資必需要能配合、支援組織最重要的策略目標，才能提升組織的績效與競爭優勢。